# Charles Bennett (friidrottare)
Charles Bennett, född 28 december 1870 i Shapwick i Dorset, död 9 mars 1949 i Bournemouth, var en brittisk friidrottare.
Bennett blev olympisk mästare på 1 500 meter vid sommarspelen 1900 i Paris.